# Senecio formosus
Senecio formosus là một loài thực vật có hoa trong họ Cúc. Loài này được Kunth miêu tả khoa học đầu tiên năm 1820.